# Lioudmila Tselikovskaïa
Lioudmila Tselikovskaïa (russe:Людмила Васильевна Целико́вская) née le 8 septembre 1919, morte le 4 juillet 1992 est une actrice de cinéma soviétique. 

## Biographie
Née à Astrakhan dans une famille de musiciens, son père est producteur musical et chef d'orchestre, sa mère chanteuse d'opéra. En 1937 elle entre à l'Institut d'art dramatique Boris-Chtchoukine à Moscou puis rejoint la troupe du metteur en scène Evgueni Vakhtangov. En 1938 elle débute au cinéma dans un film de Konstantin Youdine Molodye kapitany. En 1943 elle joue le rôle de la tsarine Anastasia dans le film épique Ivan le Terrible de Serguei Eisenstein, prestation peu appréciée des autorités soviétiques car jugée peu vraisemblable. En 1950 elle joue dans The Grasshoper de Samson Samsonov qui lui vaudra le Lion d'argent à la Mostra de Venise en 1955.
Décédée le 4 juillet 1992 à Moscou, Lioudmila Tselikovskaïae est enterrée au cimetière de Novodievitchi (parcelle 5, rangée 31, tombe 1) à côté de Karo Halabyan, son quatrième mari.